# Кальченко Сергій Віталійович
Кальченко Сергій Віталійович (нар. 30 грудня 1964, Київ) — кандидат юридичних наук, з 2008 року залучається як експерт до заходів та проєктів Венеціанської комісії Ради Європи. Член команди Зеленського, представник кандидата в Центральній виборчій комісії на виборах 2019 року.
З кінця 1990-х років працював в проєктах міжнародної технічної допомоги при USAID у сфері сприяння організації виборів в України.
Кандидат у народні депутати від партії «Слуга народу» на парламентських виборах 2019 року, № 24 у списку. Безпартійний.
Названий кандидатом на посаду голови комітету з питань регламенту і організації роботи Верховної Ради України IX скликання. Член Постійної делегації у Парламентській асамблеї Ради Європи.

## Освіта
- 1982–1988 — навчання в Київському політехнічному інституті, диплом інженера електронної техніки.
- 1996–2001 — здобув диплом юриста-спеціаліста у Національній юридичній академії України імені Ярослава Мудрого, спеціальність «Правознавство».
- 2015 — захистив дисертацію і має науковий ступінь Кандидат юридичних наук за спеціальністю «Адміністративне право і процес; фінансове право; інформаційне право».

## Професійна діяльність
- 1993–2001 — заступник виконавчого директора, директор програм, виконавчий директор Української Правничої Фундації.
- 2001–2006 — експерт проєктів «Вибори та політичні процеси» та «Сприяння організації виборів в Україні» при компанії Development Associates, Inc.
- 2007–2016 — старший юрист, керівник департаменту, партнер адвокатської компанії[7].
- З 2016 року є асоційованим партнером, адвокатом юридичної компанії.
- 2019 року кандидат у Президенти Зеленський публічно представив Кальченка як «експерта з виборчого законодавства, європейських стандартів у сфері прав людини»[8].
- У квітні 2019 як уповноважений кандидата Зеленського допоміг скасувати заборону на в'їзд актору зі «Сватів», який схвалює анексію Криму, Добронравову[9].

## Експертна діяльність
- 2004 — співавтор посібника для членів дільничних виборчих комісій на виборах Президента України.
- 2007 — співавтор навчального курсу з виборчого права при National Democratic Institute[10].
- 2007–2009 — розробник проєкту з навчання суддів у співпраці з Академією суддів України.
- 2009 — співавтор навчального посібника для членів окружних та дільничних виборчих комісій на виборах Президента України[11].
- 2010–2017 — проводив семінари для членів виборчих комісій та спостерігачів в Баку (Азербайджан), Кишиневі (Молдова), Мехіко (Мексика), Канаді та Києві (Україна).

## Публікації
- «Судові системи країн Центральної Азії: порівняльний огляд»[12].
- «Виборчі спори в Україні: Парламентські вибори 2004-го, Президентські 2006-го та 2007-го років»[13].
- «Законодавча база щодо фінансування політичних процесів: деякі аспекти українського досвіду»[14].
- «Порівняльний аналіз систем суперечливих виборчих порушень та вирішення суперечок, пов'язаних з виборами, в деяких країнах СНД»[15].
- «Європейські стандарти щодо ефективної системи скарг та апеляцій щодо порушень виборчого законодавства та вирішення виборчих спорів: досвід деяких країн»[16].
- «Проживання в Україні кандидата в народні депутати: коментарі до однієї виборчої справи»[17].
- «Чим цікаво і корисно перше рішення Європейського суду у справі „Луценко проти України“?»[18].

## Скандали
22 липня 2025 року проголосував за проєкт закону 12414, що обмежує Національне антикорупційне бюро України та Спеціалізовану антикорупційну прокуратуру. Закон викликав хвилю антикорупційних протестів.